# 1963 Théâtre des Capucines
Albums de Serge Gainsbourg
Serge Gainsbourg N° 4
(1962) Gainsbourg Confidentiel
(1963)
1963 Théâtre des Capucines est un album en public de Serge Gainsbourg, sorti en 2001, et qui regroupe des enregistrements inédits de 1963, dont un titre qui n'a jamais été enregistré sur album « Dieu que les hommes sont méchantes » (sic). L'intégralité de l'album était auparavant disponible en pistes bonus sur la réédition de 2001 de l'album Gainsbourg Confidentiel.

## Histoire de l’enregistrement
Un mois avant l’enregistrement de son nouvel album Gainsbourg Confidentiel, avec le guitariste Elek Bacsik et le contrebassiste Michel Gaudry (les musiciens qui l’accompagneront pour cet album), Serge Gainsbourg se produisit au Théâtre des Capucines de Paris dans le cadre des « mardis de la chanson ». L’album 1963 Théâtre des Capucines a été enregistré lors du premier de ces quatre mardis, le 8 octobre 1963,.
C'est Romain Bouteille et Boby Lapointe qui assuraient la première partie de ces concerts. Boby Lapointe chantait 10 chansons en « vedette américaine » et on peut retrouver l’enregistrement de cette première partie du 8 octobre 1963 dans le CD no 4 du coffret de quatre CD « Boby Lapointe – Comprend qui peut » sorti en 2002.
Françoise Sagan, Joseph Kessel, Louise de Vilmorin, Guy Béart, Juliette Gréco, Philippe Clay et Georges Brassens assistèrent à cette soirée, ainsi que les parents de Serge Gainsbourg.

## Liste des pistes
Paroles et musiques de Serge Gainsbourg.
| No  | Titre                                      | Durée |
| --- | ------------------------------------------ | ----- |
| 1.  | Présentation de Serge Gainsbourg           | 0:26  |
| 2.  | La femme des uns sous les corps des autres | 2:26  |
| 3.  | Intoxicated Man                            | 1:45  |
| 4.  | La Recette de l'amour fou                  | 1:50  |
| 5.  | Ce mortel ennui                            | 2:12  |
| 6.  | La Javanaise                               | 2:22  |
| 7.  | Maxim's                                    | 1:26  |
| 8.  | Negative Blues                             | 1:47  |
| 9.  | L'Amour à la papa                          | 2:16  |
| 10. | Dieu, que les hommes sont méchantes        | 1:57  |
| 11. | Personne                                   | 2:56  |

## Personnel
Crédits adaptés des notes de pochette.
- Serge Gainsbourg – voix
- Michel Gaudry – contrebasse
- Elek Bacsik – guitare électrique